# Berlage (månekrater)
Berlage er et nedslagskrater på Månen. Det befinder sig på den sydlige halvkugle på Månens bagside og er opkaldt efter den hollandske arkitekt Hendrik P. Berlage (1856 – 1934).
Navnet blev officielt tildelt af den Internationale Astronomiske Union (IAU) i 1970.

## Omgivelser
Det mindre krater Bellinsgauzen er forbundet til dets nordlige rand, og Cabanneskrater ligger mindre end en kraterdiameter mod nordvest. Mod øst-nordøst for Berlage ligger Lemaîtrekrateret.

## Karakteristika
Berlagelkrateret har en usædvanlig høj tæthed af små nedslagskratere, som ligger i dets indre og langs dets rand, særligt i den nordlige halvdel. Krateret er stærkt eroderet, så de oprindelige dannelser er blevet slidt ned i tidens løb. En kombination af tre små kratere ligger over den nordlige rand i den østlige side, hvor Berlage er forbundet med Bellinsgauzen.

## Satellitkratere
De kratere, som kaldes satellitter, er små kratere beliggende i eller nær hovedkrateret. Deres dannelse er sædvanligvis sket uafhængigt af dette, men de får samme navn som hovedkrateret med tilføjelse af et stort bogstav. På kort over Månen er det en konvention at identificere dem ved at placere dette bogstav på den side af satellitkraterets midte, som ligger nærmest hovedkrateret. Berlagekrateret har følgende satellitkratere:
| Berlage | Længde  | Bredde   | Diameter |
| ------- | ------- | -------- | -------- |
| R       | 64,0° S | 167,6° V | 25 km    |

## Måneatlas
- Billeder af Berlagekrateret i LPI-måneatlasset